# イオアニス・カポディストリアス

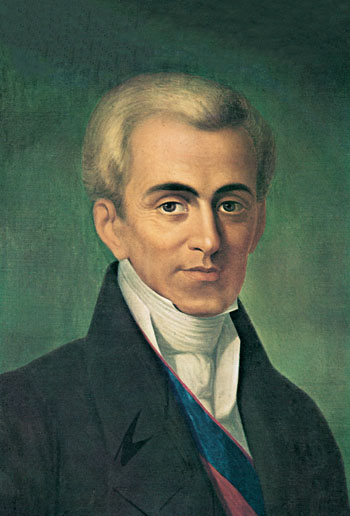
イオアニス・カポディストリアス

イオアニス・カポディストリアス （ギリシャ語: Ιωάννης Καποδίστριας 1776年2月11日 - 1831年10月9日）は、ロシア帝国の外務大臣、後にオスマン帝国から独立したギリシャの初代大統領を務めた。なお、中世・現代ギリシャ語形では「ヤニス」の方が正確な発音に近い。

## 経歴

### イオニア時代
カポディストリアスはイオニア諸島のケルキラ島（コルフ島）に生まれた。父母ともにイオニア諸島の貴族の家柄であり、父方のカポディストリアス家の過去の当主は、サヴォイア公カルロ・エマヌエーレ2世により伯爵位を与えられている（イオニア諸島は15世紀後半から1797年までヴェネツィア共和国の支配下にあった）。カポディストリアスの姓は、イタリア語のカーポ・ディストリア（Capo d'Istria：イストリアの先端の意味、現スロベニアの都市コペル）に由来している。
カポディストリアスはイタリアのパドヴァ大学で医学と哲学を学び、1797年に21歳で故郷のケルキラ島で医師になるべく見習いを始めた。ナポレオン戦争中の1799年に島がロシア帝国とオスマン帝国に占領された際には、軍病院の責任者に任命された。1801年、イオニア諸島はロシアとオスマン帝国の保護下でイオニア七島連邦国として独立した。当時25歳のカポディストリアスは、父の代理で国務大臣の職に就いた。外国からの干渉を排するためには住民の連帯感を深める必要があったが、軍隊を用いずに国内の騒乱を静めることに成功した。議会での投票により首相に任命された。
1803年12月には、ロシアから与えられたビザンティン憲法に代わる民主化憲法が制定された。首相として彼は国家組織の整備を進め、中でも教育に重点を置いた。長くヴェネツィアの支配下にあったイオニア諸島ではイタリア語が共通語として用いられてきたが、彼は公用語をギリシャ語と定めた。当時ギリシャ独立を求める文化人の多くがイオニア諸島を訪れている。しかし、1807年にロシアとフランスの間でティルジット条約が結ばれると、イオニア諸島はフランスに譲渡されることになった（フランス領イオニア諸島）。

### ロシア時代
カポディストリアスはロシア外務省の招聘を受け、アレクサンドル1世のもとで外交官として働くことになった。彼は1813年にロシアの非公式の大使としてスイスに行き、ナポレオンに強要された中央集権共和制（ヘルヴェティア共和国）とその崩壊によって混乱していたスイスの安定化を模索した。カポディストリアスの助けもあり、スイスは普通選挙により新憲法を制定し、19の州による連邦制をとることになった。1815年のウィーン会議では、ロシアの国務大臣としてヨーロッパ内の勢力均衡を重視し、フランスをブルボン朝のもとで王制国家とすることを主張した。また、スイスの憲法を諸国に認めさせ、スイスを永世中立国として承認させることに成功した。その外交手腕により、カポディストリアスはアレクサンドル1世からロシアの外務大臣に任命された。

### ギリシャ時代
ロシアの外交官を務める間も、カポディストリアスは故郷のイオニア諸島、そしてオスマン帝国の支配下にあるギリシャに対して注意を払っていた。1818年に彼はイギリスの支配下に入っていたイオニア諸島（イオニア諸島合衆国）を訪れた。住民の間で独立の意思が強いことを知ったカポディストリアスは、翌1819年にロンドンに行きイオニア諸島の処遇に対して善処を求めたが、イギリス政府はこれを拒否している。
1821年、ギリシャ独立戦争が始まった。オスマン帝国軍と戦いつつ内部対立も抱えていたギリシャの独立勢力は、1827年に国民会議を開き、国内の対立に関与しておらず、列強諸国とのつながりを有するカポディストリアスを大統領に選出した。彼はギリシャ独立に対する賛助を求めヨーロッパ諸国をまわったあと、1828年にペロポネソス半島の都市ナフプリオに上陸した。ギリシャ本土に足を踏み入れたのはこの時が初めてであった。トルコとの戦争に内戦も加わり、国を治めるべき政府は形骸化していた。カポディストリアスはイオニア諸島の時と同様に国家体制の整備から初め、まずは国軍を成立させた。独立戦争は列強諸国の干渉によってギリシャ優位に展開し、1830年2月のロンドン議定書でギリシャの完全独立が認められた。
カポディストリアスは伝染病対策のために隔離施設を設置し、腸チフス、コレラや赤痢の患者を収容した。また、新貨幣を導入し、地方自治体の整備を行った。さらに国民の生活水準を引き上げるために、ジャガイモの栽培を奨励した。国家の権威を高めるため、彼は伝統的な地方の貴族や有力者の力を削ぎ弱体化させる政策をとった。しかし、彼はオスマン帝国との独立戦争に参加した指導者達の勢力を見誤っていた。ラコニア地方で独立運動指導者と新たに任命された知事との間に争いが生じると、ギリシャ軍の多くはまだ独立運動指導者たちの影響下にあったことから、ロシアに軍隊の派遣を要請している。一方、カポディストリアスは長年オスマン帝国の支配下にあったギリシャ人に統治能力はないと判断し、議会を廃止して自由主義を抑え込んだため、自作農の育成策も含めてギリシャ人の有力者達から反発を受けた。

### 暗殺

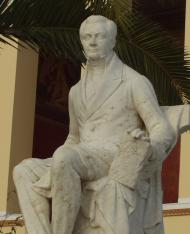
カポディストリアス像（アテネ大学）

1831年、カポディストリアスはラコニア地方に位置するマニ半島の有力貴族ペトロス・マヴロミハルスを反乱の疑いで投獄したが、これに反発したマヴロミハルス家の一族2人により、1831年10月9日にナフプリオの聖スピリドナス教会で暗殺された。後任の大統領には弟のアウグスティノス・カポディストリアスが就任したが、数ヶ月後には列強諸国がギリシャを君主国とすることを決定し、バイエルン王国のオットー王子をギリシャ国王オソン1世として即位させた。また、1832年にはオスマン帝国との間にコンスタンティノープル条約が結ばれ、独立時のギリシャの領域が確定した。
カポディストリアスは現在のギリシャでも大きな尊敬を集めている。例えばアテネ大学の正式名称は、エスニコン・ケ・カポディストリアコン・パネピスティーミオン・アスィノン（国民カポディストリアス・アテネ大学）といい、彼の名を冠している。この他、旧500ドラクマ紙幣や現在の20レプタ（ユーロセント）硬貨には彼の肖像が描かれ、1990年代後半の地方制度改革には彼の名が用いられた。